# Chemins de fer électriques du Jura

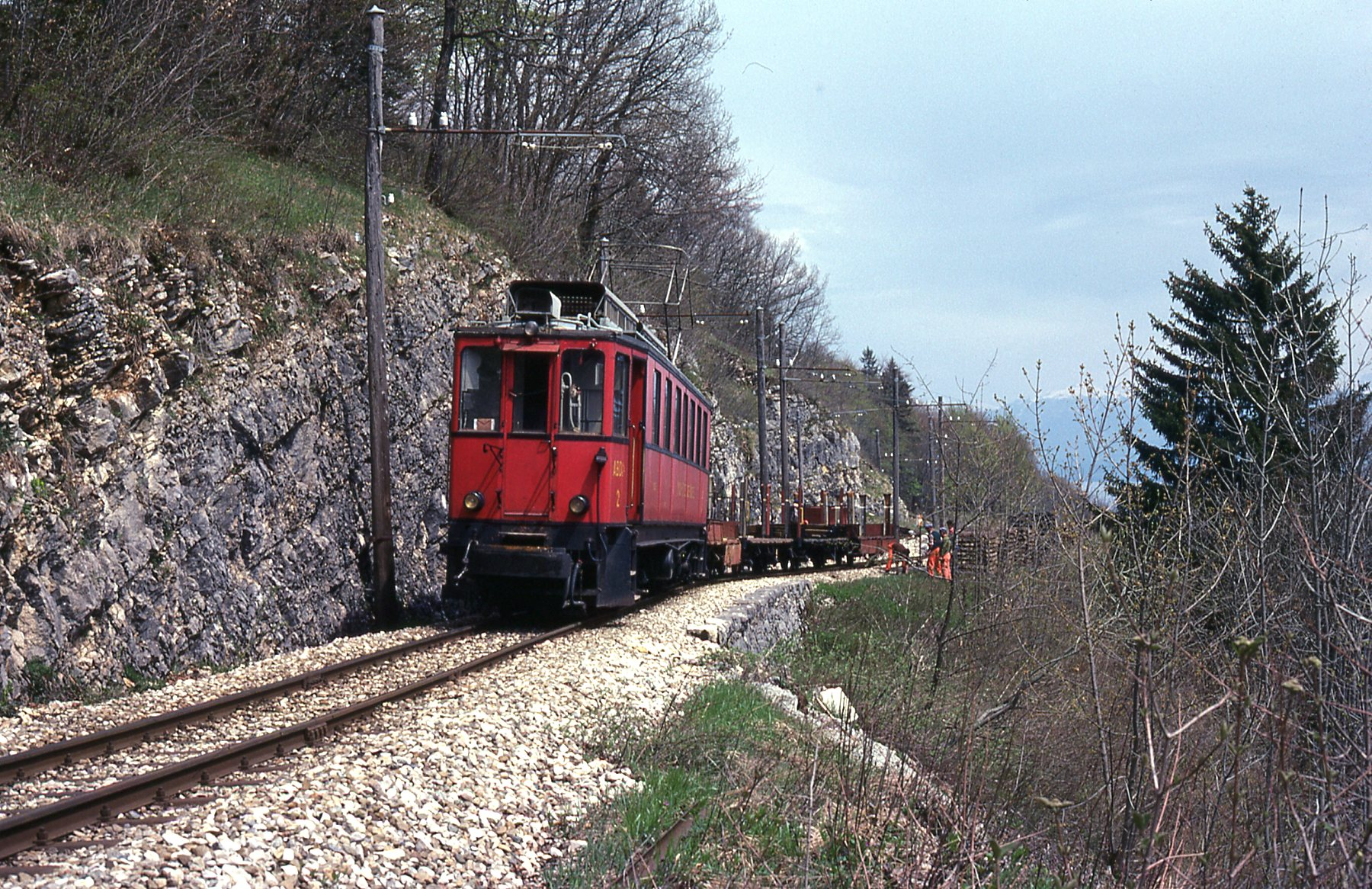
Automotrice 2, livrée en 1936 régie départementale du chemin de fer Morez-La Cure et vue ici en ligne près de Saint Cergue dans les années 70

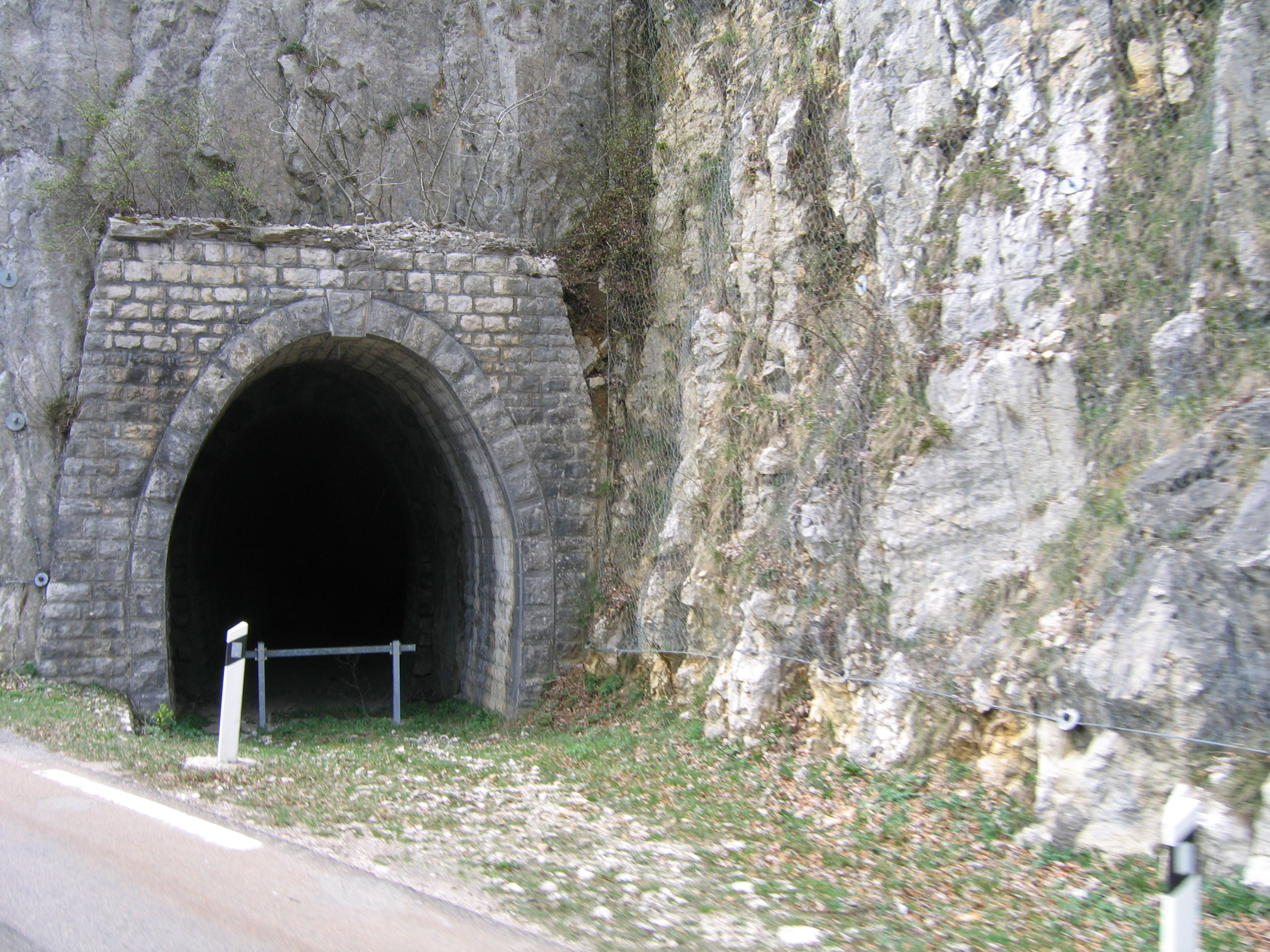
Ancien tunnel du Turu entre Morez et les Rousses

La Compagnie des Chemins de fer électriques du Jura (CFEJ), est créée en 1917. Elle se substitue à M. Charles Nithard qui avait obtenu la concession d'un chemin de fer entre Morez et La Cure, dans le département du Jura en 1913. 

## Histoire
À l'origine de la compagnie CFEJ, se trouve la société Dyle et Bacalan, et parmi les actionnaires, la compagnie suisse du chemin de fer Nyon - Saint-Cergue - Morez. Le siège social de la CFEJ est fixé à Paris, 2 rue Blanche dans le 9e arrondissement, siège de la société Dyle et Baccalan.
La ligne Morez-La Cure, est construite à l'écartement métrique. Longue de 12 km, elle est une section de la ligne internationale du chemin de fer Nyon-Saint-Cergue-Morez. Elle est ouverte le 7 mars 1921 et raccordée à La Cure,à la section suisse vers Saint-Cergue et Nyon. 
La Compagnie des Chemins de fer électriques du Jura disparait en 1931. Le département du Jura rachète les actifs de la société et reprend alors l'exploitation du tronçon Morez-La Cure en régie. La régie départementale du chemin de fer Morez-La Cure (MLC) est alors créée. 
L'exploitation ferroviaire de la ligne Morez-La Cure est arrêtée le 29 septembre 1958. L'exploitation du tronçon suisse La Cure- Nyon se poursuit aujourd'hui encore après modernisation de la ligne.

## Le tracé
La ligne a son origine en gare SNCF de Morez, elle traverse la ville sur la chaussée, puis en accotement de la route nationale 5, atteint Les Rousses et La Cure. La section de Morez aux Rousses étant en rampe, des aménagements de tracé ont été effectués : deux tunnels et un tracé en site propre en demi boucle. De longs murs de soutènement ont été réalisés.

## L'alimentation électrique
Elle est fournie par la compagnie suisse, en courant continu à la tension de 2 200 volts.

## Les stations
- Morez Gare (SNCF), 734 m, (0,0 km)
- Morez Ville, 701 m, (0,9 km)
- Morez Ecole
- Gouland, 895 m, (5,3 km)
- Sous les Barres
- Les Rousses, 1 110 m, (9,5 km)
- La Cure (France), (11,7 km)
- La Cure (Suisse), 1 155 m, (12,1 km)

## L'exploitation
À l'origine, la compagnie suisse du chemin de fer Nyon-Saint-Cergue-Morez assure le service des trains, la compagnie CFEJ n'ayant aucun matériel roulant. En 1924, la CFEJ reprend l'exploitation de la section française. En 1932, la régie départementale du chemin de fer Morez-La Cure exploite la section française de la ligne. Une convention est établie entre les deux compagnies, la compagnie suisse assurant l'entretien du matériel roulant et la fourniture du courant électrique de traction.

## Matériel roulant

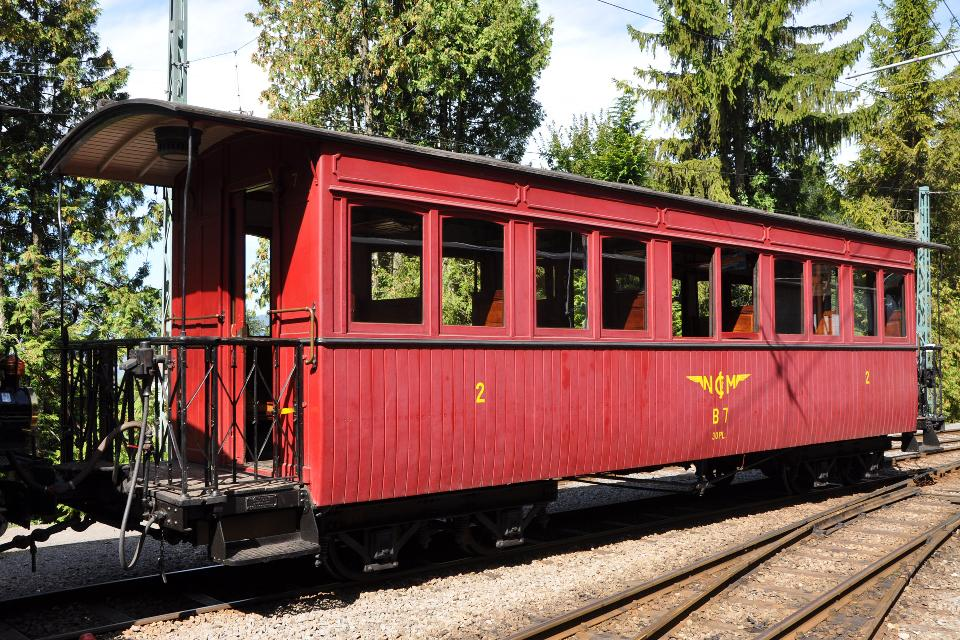
Voiture A7 des chemins de fer Vicinaux de la Haute-Saône, acquise parle MLC et aujourd'hui préservée au chemin de fer Blonay-Chamby

La compagnie CFEJ dispose d'un matériel limité,
- 1 automotrice type BCFZe, N° 1 de 1924, construite par Dyle et Bacalan
- 2 voitures voyageurs BC 61-62, 1922, Dyle et Bacalan, 48 places, 13 tonnes,
- plusieurs wagons de marchandises

-Wagons couverts 
- K 9-11, Dyle & Bacalan 1922, poids 4.8t, devenus G 34 à 35
- K 12, Decauville 1924, poids 4.8t, devenus G 36 à 37

-Wagons tombereaux 
- L 44-47, Dyle & Bacalan 1922, poids 4.8t,
- L 48-50, Decauville 1924, poids 4.8t,

- Wagons plats 
- M 9-11, Dyle & Bacalan 1922, poids 4.8t,
- M 12, Decauville 1924, poids 4.8t,

Tous les wagons possèdent une plateforme à une extrémité pour le serre-frein.
La régie MLC commandera après 1932, du matériel complémentaire:
- 1 automotrice type BCFZe, N° 2 de 1936, construite par CGCEM / BBC , 36 places, 34 tonnes,
- 1 voiture voyageurs, C 27, 1934, construite par CGCEM,30 places, 7 tonnes,
- plusieurs wagons de marchandises

Elle acquiert en outre, un certain nombre de véhicules auprès des réseaux départementaux du Jura et de la Haute-Saône.
Après 1958, le matériel de la régie MLC est vendu à la société suisse, pour l'exploitation du tronçon Nyon-Saint Cergue-La Cure. Il subsiste alors jusqu'aux années 1980 et une partie des véhicules a été préservée.